# The Braxtons
The Braxtons é um quinteto musical americano composto pela cantora Toni Braxton e suas irmãs mais novas, Traci, Towanda, Trina e Tamar. Apesar de não ter tido sucesso comercial, o primeiro single do grupo, "Good Life", levou Toni à carreira solo.
Todos as cinco integrantes se reuniram em 2011 para estrelar o reality show Braxton Family Values, da WE tv, ao lado de sua mãe, Evelyn Braxton. Em outubro de 2015, o grupo lançou o álbum Braxton Family Christmas.

## Integrantes
| Integrantes | Integrantes                                           | '89 | '90 | '91 | '92 | '93 | '94 | '95 | '96 | '97 | '98 |  | '10 | '11 | '12 |  | '15 | '16 |
| ----------- | ----------------------------------------------------- | --- | --- | --- | --- | --- | --- | --- | --- | --- | --- |  | --- | --- | --- |  | --- | --- |
|             | Tamar Braxton (1989–1998, 2010–2012, 2015–presente)   |     |     |     |     |     |     |     |     |     |     |  |     |     |     |  |     |     |
|             | Trina Braxton (1989–1998, 2010–2012, 2015–presente)   |     |     |     |     |     |     |     |     |     |     |  |     |     |     |  |     |     |
|             | Towanda Braxton (1989–1998, 2010–2012, 2015–presente) |     |     |     |     |     |     |     |     |     |     |  |     |     |     |  |     |     |
|             | Traci Braxton (1989–1995, 2010–2012, 2015–presente)   |     |     |     |     |     |     |     |     |     |     |  |     |     |     |  |     |     |
|             | Toni Braxton (1989–1991, 2015–presente)               |     |     |     |     |     |     |     |     |     |     |  |     |     |     |  |     |     |

## Discografia

### Álbuns de estúdios
| So Many Ways                                                            | - Lançado:13 de Agosto de 1996 - Gravadora: Atlantic - Formato: CD, Cassette          | 113 | 26 | 2 | — | 48 | 17 | — | — |        |
| Braxton Family Christmas                                                | - Lançado: 30 de Outubro de 2015 - Gravadora: Def Jam - Formato: CD, digital download | —   | 19 | 1 | — | —  | —  | — | — | 21,000 |
| "—" significa que não entrou nas paradas ou não foi lançado neste país. |                                                                                       |     |    |   |   |    |    |   |   |        |

### Singles
| "Good Life"                                                             | 1990 | —  | 79 | — | — | —  | —  | —  |  | Non-album singles        |
| "Family"                                                                | 1990 | —  | —  | — | — | —  | —  | —  |  | Non-album singles        |
| "So Many Ways"                                                          | 1996 | 83 | 22 | — | — | —  | 17 | 32 |  | So Many Ways             |
| "Only Love"                                                             | 1997 | —  | 52 | — | — | —  | 3  | —  |  | So Many Ways             |
| "The Boss"                                                              | 1997 | —  | —  | 1 | — | 24 | 10 | 31 |  | So Many Ways             |
| "Slow Flow"                                                             | 1997 | —  | —  | — | — | 49 | 38 | 26 |  | So Many Ways             |
| "Every Day Is Christmas"                                                | 2015 | —  | —  | — | — | —  | —  | —  |  | Braxton Family Christmas |
| "—" significa que não entrou nas paradas ou não foi lançado neste país. |      |    |    |   |   |    |    |    |  |                          |